# Miltochrista tsinglingensis
Miltochrista tsinglingensis är en fjärilsart som beskrevs av Daniel 1951. Miltochrista tsinglingensis ingår i släktet Miltochrista och familjen björnspinnare. Inga underarter finns listade i Catalogue of Life.